# Ranunculus rufosepalus
Ranunculus rufosepalus Franch. – gatunek rośliny z rodziny jaskrowatych (Ranunculaceae Juss.). Występuje naturalnie w północnej części Pakistanu, w Afganistanie, Tadżykistanie, Kazachstanie oraz Chinach (w południowo-zachodniej części regionu autonomicznego Sinciang). 

## Morfologia
PokrójBylina o lekko owłosionych pędach. Dorasta do 20 cm wysokości.
LiścieW zarysie mają owalny kształt, złożone z romboidalnych segmentów. Mierzą 1,5–3,5 cm długości oraz 2,5–6 cm szerokości. Nasada liścia ma sercowaty kształt. Ogonek liściowy jest nagi i ma 6–8,5 cm długości.
KwiatySą pojedyncze. Pojawiają się na szczytach pędów. Mają żółtą barwę. Dorastają do 16–22 mm średnicy. Mają 5 owalnych i purpurowych działek kielicha, które dorastają do 5–6 mm długości. Mają od 5 do 7 odwrotnie owalnych płatków o długości 7–9 mm.
OwoceNagie niełupki o jajowatym kształcie i długości 2 mm. Tworzą owoc zbiorowy – wieloniełupkę o jajowatym kształcie i dorastającą do 7 mm długości.

## Biologia i ekologia
Rośnie na trawiastych zboczach. Występuje na obszarze górskim na wysokości około 4800 m n.p.m. Kwitnie w sierpniu. 